# 스타리라스

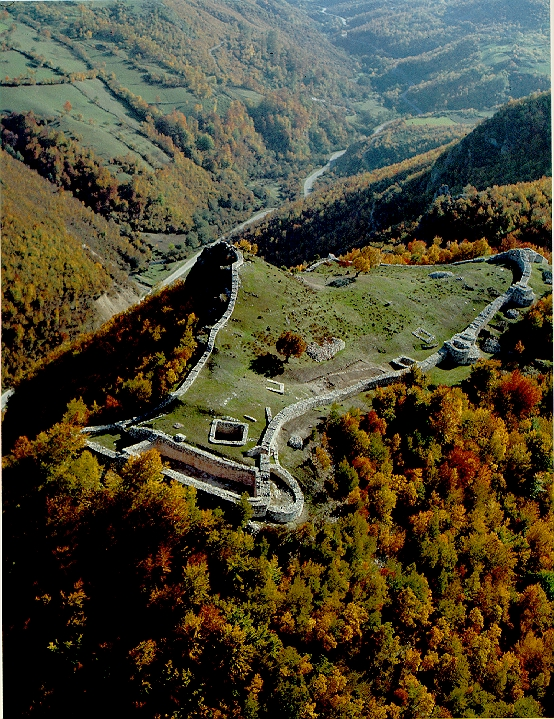
스타리라스

스타리라스(세르비아어: Стари Рас, Stari Ras)는 중세 세르비아의 라슈카(Raška, 산자크)에 존재했던 도시 유적이다. 중세 시대에는 라스(Рас, Ras)라고 불렀으며 현재의 세르비아 노비파자르에서 서쪽으로 약 11km 정도 떨어진 곳에 위치한다.
스타리라스는 9세기부터 10세기 사이에 건설되었지만 13세기부터는 사람이 살지 않게 되었다. 라슈카 협곡 부근에 있던 고대 세르비아의 지리적 요충지에 있었으며 서쪽으로는 제타 공국(Zeta)과 보스니아, 남쪽으로는 코소보를 연결하는 역할을 수행했다.
스타리라스에는 요새, 성당, 수도원 등 중세 시대에 건설된 건축물들이 있다. 특히 스타리라스 유적에 위치한 소포차니 수도원은 서유럽 세계와 비잔티움 제국 간의 교류와 관련이 있다. 스타리라스 유적은 1979년 소포차니 수도원과 함께 유네스코가 지정한 세계유산에 등재되었다.